# ساندر فان دورن

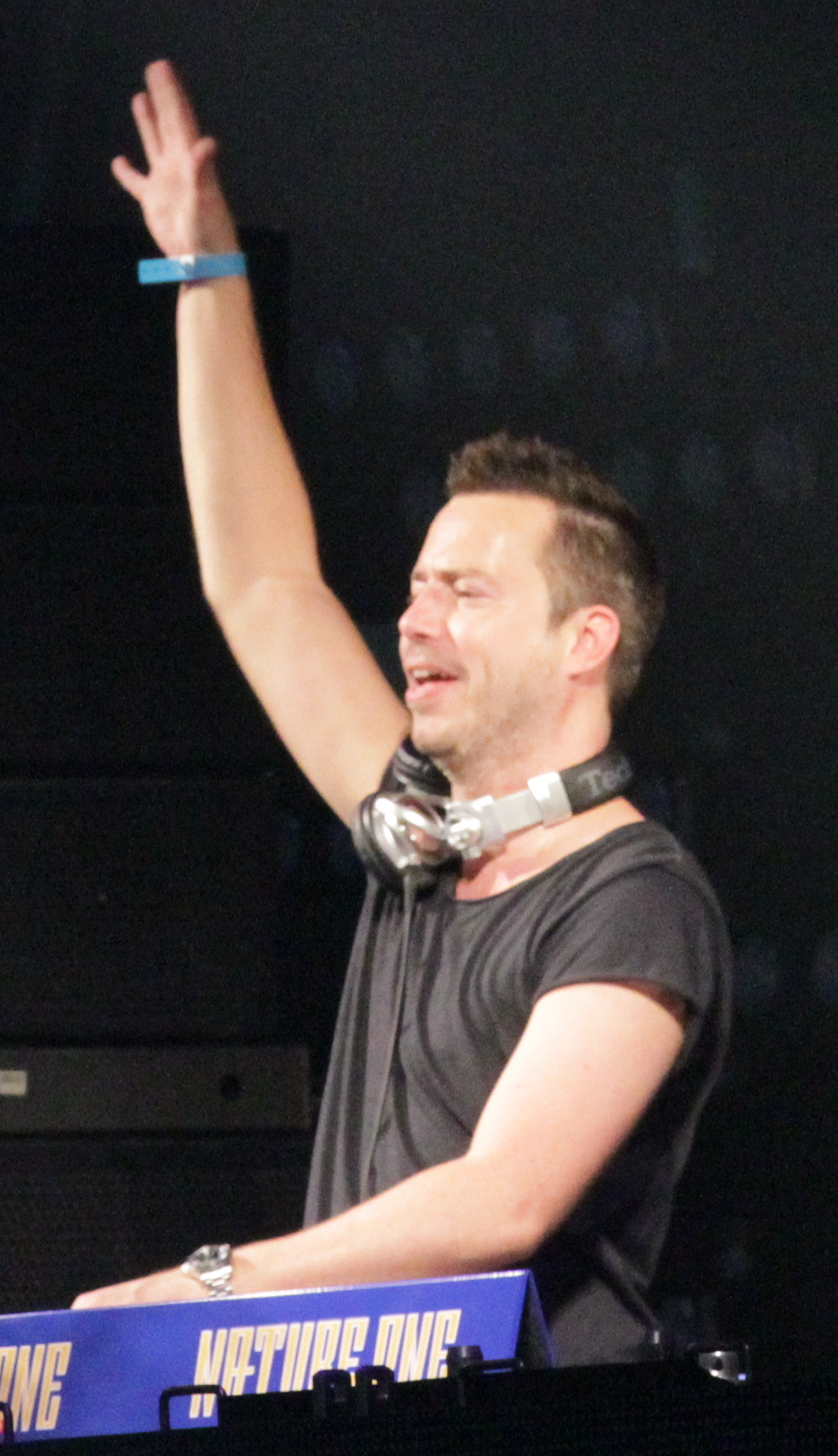
ساندر فان دورن، تهیه‌کننده و دی‌جی موسیقی - ۲۰۱۳

ساندر فان دورن (به هلندی: Sander van Doorn) (زادهٔ ۲۸ فوریهٔ ۱۹۷۹ در آیندهوون، برابانت شمالی، هلند با نام واقعی ساندر کتلارس (به هلندی: Sander Ketelaars)) یک دی‌جی و تهیّه‌کنندهٔ موسیقی ترنس و هاوس پیش‌روندهٔ هلندی است. مجلّهٔ دی‌جی در سال ۲۰۰۶ در رده‌بندی سالانهٔ خود، ساندر را در جایگاه ۳۲ام قرار داد. دو سال بعد، یعنی در سال ۲۰۰۸ او توانست در این رده‌بندی جایگاه ۱۳ام جهان را از آن خود کند. در سال ۲۰۰۹، او باز هم پیشرفت کرد و در ردهٔ ۱۰ام جهان قرار گرفت؛ امّا در سال بعد (۲۰۱۱) دو پلّه سقوط کرد و در رتبهٔ ۱۲ام جای گرفت. در سال ۲۰۱۲ او بر اساس رده‌بندی مجلّهٔ دی‌جی، دی‌جی ۱۶ام جهان بود.